# 루차 리브레 월드컵
루차 리브레 월드컵은 2015년에 처음으로 개최되는 프로레슬링 국가대항전이다. 2016년 2회 대회부터는 예선전과 결승전을 이틀간에 걸쳐 진행한다.

## 참가 단체

### 2015년
- AAA, 루차 언더그라운드, TNA, RoH, AJPW, NOAH

### 2016년
- AAA, 루차 언더그라운드, TNA, NOAH, 프로레슬링 WAVE , OZ 아카데미

### 2017년
- AAA,

## 같이 보기
- 프로레슬링 월드컵